# Adryen Mehdi
Adryen Mehdi   (Alger, 24 de novembre de 1986) és un actor algerià que va realitzar els seus estudis d'interpretació a Espanya i desenvolupa la seva carrera en aquest país. És especialment conegut per haver interpretat a l'Egipci durant la primera temporada de Vis a vis el 2015.